# Urgleptes dorcadioides
Urgleptes dorcadioides är en skalbaggsart som först beskrevs av White 1855.  Urgleptes dorcadioides ingår i släktet Urgleptes och familjen långhorningar. Inga underarter finns listade i Catalogue of Life.